# Othello (drama)

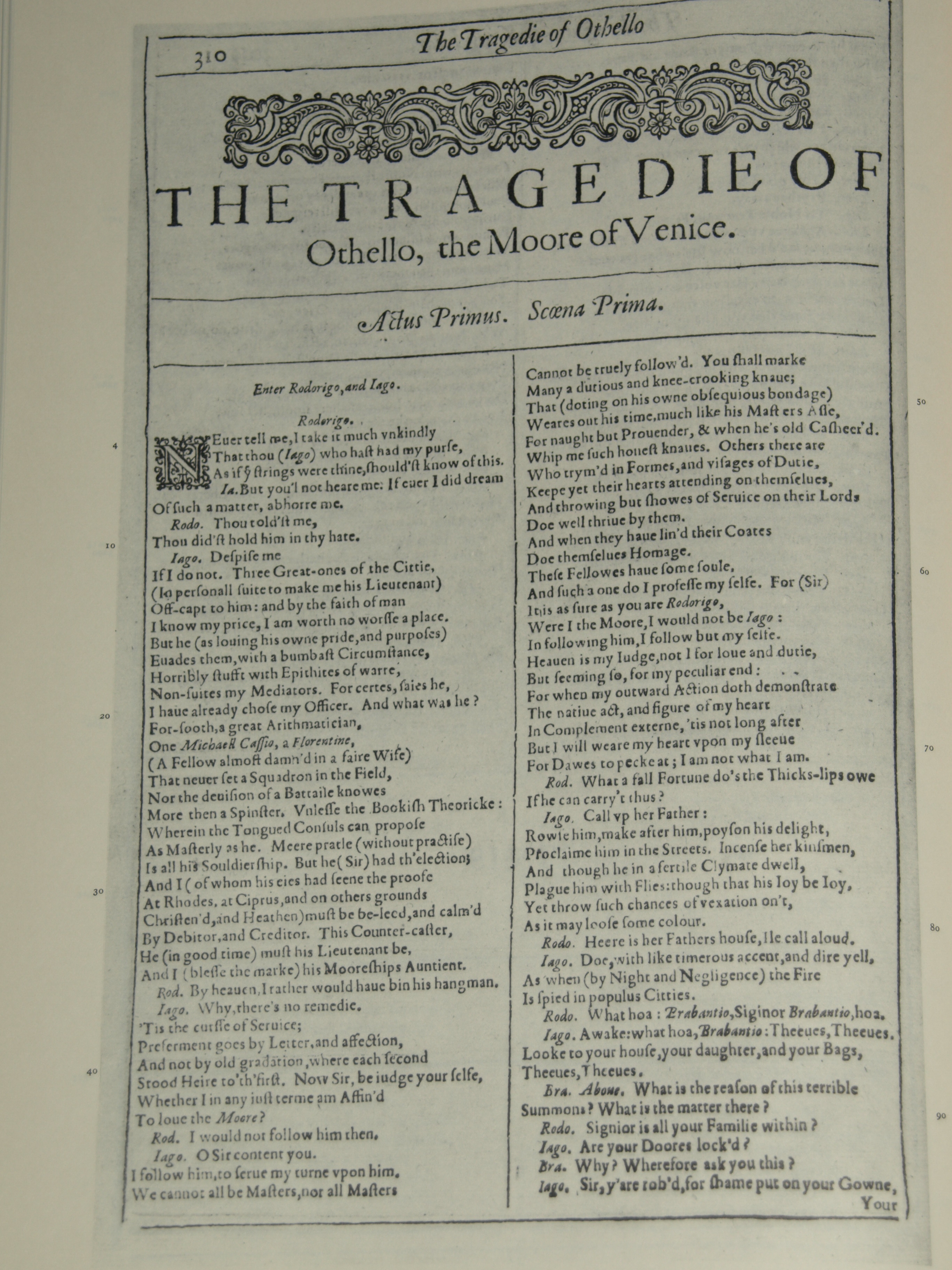
První výtisk Othella z roku 1623.

Othello, mouřenín benátský (anglicky Othello, The Moor of Venice) je tragédie anglického dramatika Williama Shakespeara. Byla napsána okolo roku 1603 a poprvé hrána 1. listopadu 1604 v Londýně.

## Hlavní postavy
- Othello – Maur ve službách Benátského státu
- Desdemona – Othellova žena, dcera Brabantia
- Jago – Othellův praporečník
- Cassio – Othellův pobočník
- Bianca – kurtizána, Cassiova milenka
- Emilie – Jagova žena
- Roderigo – benátský šlechtic
- Brabantio – benátský senátor, Desdemonin otec

## Děj

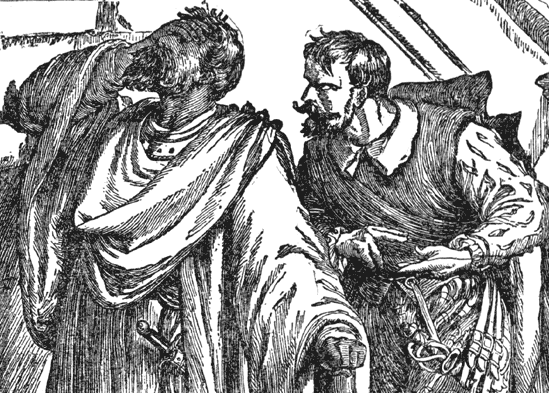
Othello a Jago; Charles and Mary Lamb, Tales from Shakespeare.

Děj se odehrává v Benátkách a na Kypru v 15. století. Othello, původem Maur, je vojevůdce ve službách Benátské republiky. Za ženu si vzal Desdemonu, dceru senátora Brabanzia. Jejich sňatek je však tajný, protože otec Desdemony s ním nesouhlasí. O sňatku se dovídá až od Jaga a Roderiga. Tito dva Othella pomlouvají, a tak Brabanzio jde za dóžetem, aby podal udání na Othella.
V dóžecí radě se ale projednává válka a nasazení do boje proti Turkům, ohrožujícím Kypr. Tam se také rozhodne o tom, že Othello jako nejlepší vůdce a bojovník jej má bránit. Jago je Othellův náměstek, a proto má odjet do boje s ním. Othello odjíždí okamžitě a Jago začíná intrikovat proti Cassiovi, jehož si Othello, na úkor Jaga, zvolil za svého zástupce, a současně proti Othellovi, jenž je společensky a profesně úspěšnější než on, ačkoli mimoevropského původu. Přesvědčí Roderiga, aby si sehnal peníze a odplul ihned s nimi. Ten prodává své pozemky a další den odplouvá s Jagem, Desdemonou, Emilií a ostatními na Kypr.
Cestou na Kypr jsou jejich lodě zastiženy mořskou bouří a po příjezdu tam se Jago s Desdemonou, uvítáni již předtím přibyvším Cassiem, dozvídají, že loď, na které byl Othello, ještě nedoplula. Bouře současně rozehnala turecké loďstvo a tím odstranila důvod pro Othellův pobyt na ostrově.

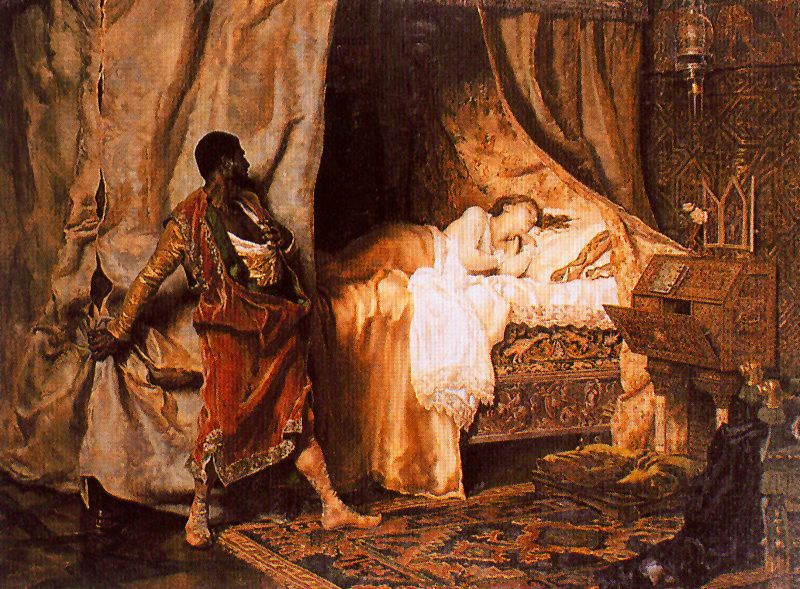
Othello a Desdemona; Muñoz Degrain.

Jago radí Roderigovi, co má udělat a jak má vyvolat hádku s Cassiem. Večer dopluje loď s bojovníky Othella a všichni potom oslavují. Tam se také Roderigo s Cassiem pohádá poprvé.
V dalších dnech začíná Jago přesvědčovat Othella o tom, že ho Desdemona podvádí s Cassiem, a dává Cassiovi do pokoje Desdemonin šátek. Pak namluví Othellovi, že Desdemona dala šátek, který dostala právě od něj, Cassiovi. Cassio mezitím šátek daruje Biance, kurtizáně usilující o jeho lásku. Jago vzbuzuje Othellovu žárlivost tím, že mu to prozradí.
Othello začíná vyzvídat od Desdemony, kde má šátek, který jí daroval. Ta si však myslí, že jej ztratila, a bojí se mu to říct. Vymlouvá se, že ho zrovna nemá u sebe, ale má ho doma. Othello jí řekne, aby pro něj zašla, ona však nechce. Přesto na ni naléhá a vynadá jí. Desdemona nechápe, co se Othellovi stalo, a je proto velmi smutná. Toho si všimne Emílie, která se Desdemony vyptává, co se jí stalo. Ona jí řekne, že se na ni Othello zlobí kvůli šátku, což nechápe. Emílie jí řekne, že možná žárlí a jestli mu náhodou nebyla nevěrná. To však Desdemona popírá.
Večer se potkává Jago s Roderigem a ten mu říká, že Othello bude převelen zpět do Benátek. V tom Jago vymýšlí skvělý plán, jak se zbavit Cassia: Namluví Roderigovi, že když převelí Othella zpět do Benátek, tak s ním odjede i Desdemona, kterou tak miluje, proto musí Roderigo zabít Cassia, aby nemohl nastoupit na místo Othella a Othello zůstal na Kypru. Avšak při pokusu zabít Cassia je Roderigo poražen a oba jsou zraněni. V tom se znenadání objevuje Jago a vidí, že Roderigo je více zraněný než Cassio, a proto Roderiga dorazí. Objeví se Bianca, Cassiova milá, která přivolá další pomoc, Graziana a Lodovica. Ti přinášejí nosítka pro Cassia a řeknou Biance, ať zaběhne na hrad pro pomoc.
Na hradě však již Othello ze žárlivosti Desdemonu zardousil. Po příchodu Emílii říká, že ho Desdemona podváděla s Cassiem, tomu však Emilie nevěří a ptá se ho, kdo mu to napovídal. Othello prozradí, že její manžel Jago, poctivý člověk. Tomu však Emílie nevěří. Jago přichází s ostatními na hrad a Emílie ho označuje jako pravého viníka. Usvědčuje ho i z intrik, k nimž ji bez jejího vědomí využíval. Jago, odmítaje se k nim vyjádřit, zabíjí Emílii a prchá, ale je chycen.
V ten moment si Othello uvědomuje, co strašného udělal, a před všemi se probodne. Jago je za své lži uvězněn a Cassio, nový guvernér ostrova, mu slibuje nejpřísnější potrestání.

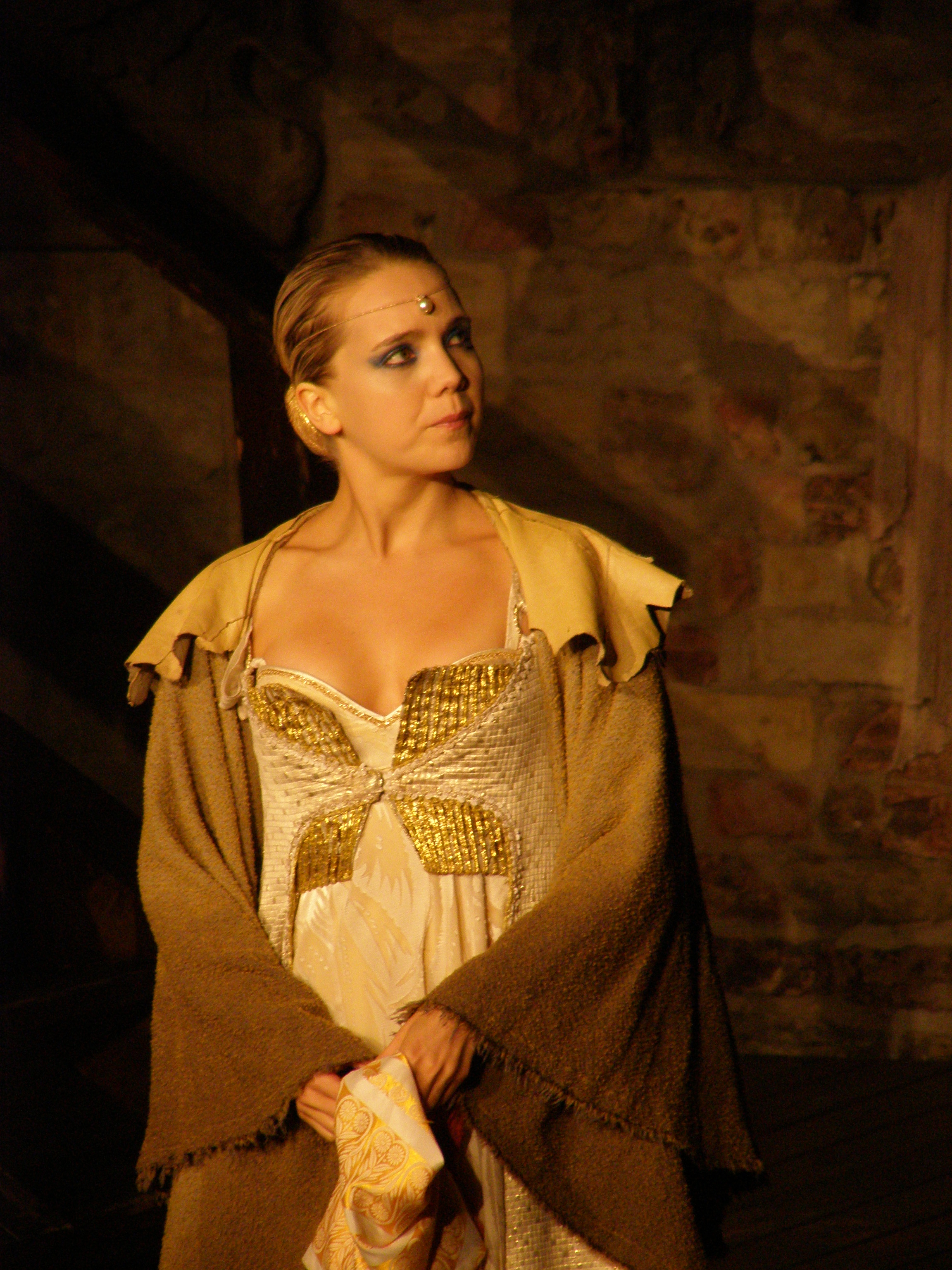
Lucie Vondráčková v Othellovi při Letních shakespearovských slavnostech na Pražském hradě roku 2007.

## Vydání
- Othello, The Moor of Venice, in The complete works of William Shakespeare, Peter Alexander (editor), HarperCollins Publishers Ltd, ISBN 0-00-470474-6
- Othello, překlad E. A. Saudka, in: William Shakespeare Výbor z dramat 2, Naše vojsko, 1957.
- Othello, překlad Martina Hilského, Atlantis, Brno 2006, ISBN 978-80-7108-277-4

## Filmové adaptace
- 1955 Othello Ruský film. Režie: Sergej Jutkevič, hrají: Sergej Bondarčuk.
- 1965 Othello Anglický film. Režie: Stuart Burge, hrají: Laurence Olivier, Maggie Smithová.
- 1990 Othello Anglický TV film. Režie: Trevor Nunn, hrají: Ian McKellen, Willard White.
- 1995 Othello Americko Anglický film. Režie: Oliver Parker, hrají: Laurence Fishburne, Irène Jacobová, Kenneth Branagh.
- 2001 Othello (původní název O) Americký film, příběh je zasazen do moderního prostředí americké střední školy a basketballu. Režie: Tim Blake Nelson, hrají: Mekhi Phifer, Josh Hartnett.
- 2001 Othello Anglický TV film. Režie: Geoffrey Sax, hrají: Keeley Hawes, Christopher Eccleston.